# Gelo VIII

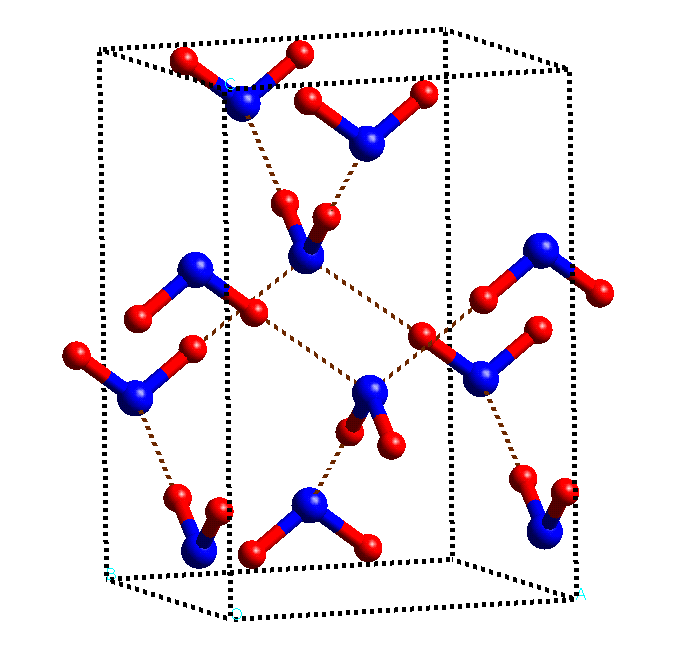
A estrutura cristalina do gelo VIII

Gelo VIII é uma forma cristalina tetragonal do gelo formada a partir do resfriamento do gelo VII a temperaturas abaixo de 278 K. É mais ordenado que o gelo VII, uma vez que os átomos de hidrogênio assumem posições fixas.
O gelo de água comum é conhecido como gelo Ih (na nomenclatura de Bridgman). Diferentes tipos de gelo, do gelo II ao gelo XVIII, foram criados em laboratório a diferentes temperaturas e pressões.